# Чези (Мачерата)
Чези (итал. Cesi) насеље је у Италији у округу Мачерата, региону Марке.
Према процени из 2011. у насељу је живело 60 становника. Насеље се налази на надморској висини од 791 м.